# Motuwhakakewa Island
Motuwhakakewa Island ist eine Insel der Inselgruppe der Motukawao Group im Norden der Nordinsel von Neuseeland.

## Geographie
Motuwhakakewa Island befindet sich an der Westküste der Coromandel Peninsula, rund 15 km nordwestlich von Coromandel und rund 6,4 km südwestlich der Colville Bay. Sie besitzt eine Größe von 1,3 Hektar, eine Länge von rund 180 m in Nordwest-Südost-Richtung und eine maximale Breite von rund 105 m in Südwest-Nordost-Richtung. Ihre höchste Erhebung befindet sich mit etwas über 40 m nahezu in der Mitte der Insel.
Westlich von Motuwhakakewa Island befindet sich im Abstand von rund 30 m eine kleine unbenannte Nachbarinsel und in einer Entfernung von 285 m die zweiarmige Insel Motukahaua Island. Von den südwestlich liegenden Nachbarinseln wäre Motuwi Island in einer Entfernung von rund 2,2 km die Nächstliegende.